# 스파이스 폭탄

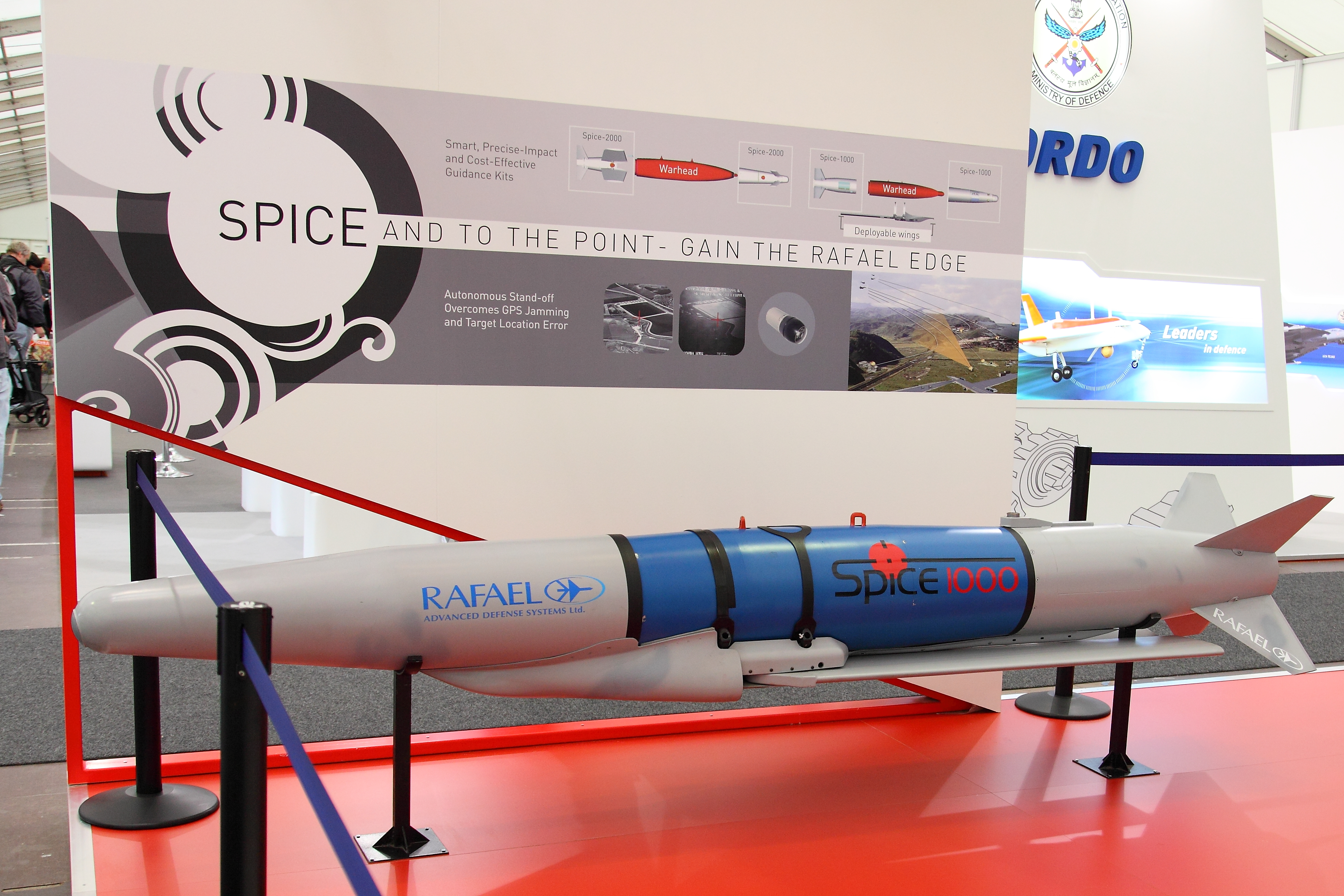
스파이스 1000

스파이스 폭탄은 이스라엘 라파엘사가 개발한 정밀유도폭탄이다. SPICE는 Smart, Precise Impact, Cost-Effective의 약자이다.

## 역사
기존의 팝아이 미사일을 개량했다.
기존의 250 파운드, 500 파운드, 1000 파운드 범용폭탄에 스파이스 폭탄 키트를 장착하면 된다.
2003년 이스라엘 공군에서 작전사용능력 테스트를 통과했다.
주야간과 비오늘 날에도 전천후 정밀폭격이 가능하며, CEP는 3 m에 불과하다.
INS, GPS 유도에 광학 유도, 적외선 유도를 추가했다.
대형 글라이드 날개를 채용해, 100 km 사거리를 갖는다.
FA-50, KF-16, F-15K 탑재가 가능한 스파이스 250은 2006년 이스라엘-레바논 전쟁과 2008년 가자지구 침공 당시 이스라엘군이 사용한 스파이스 유도폭탄을 소형화한 것이다. 크기는 줄어들었지만 위력은 강화된 신형 탄두와 데이터링크 시스템을 탑재한다.

## 파생형
- Spice 1000 MK-83, BLU-110, RAP-1000 등의 1000 파운드 폭탄에 부착하는 정밀유도키트. 사거리 100 km
- Spice 2000 MK-84, BLU-109, RAP-2000 등의 2000 파운드 폭탄에 부착하는 정밀유도키트. 사거리 100 km
- Spice 250  정밀유도키트가 아니라 완전한 113 kg (249 lb) 정밀유도 활강 폭탄이다. 사거리 100 km

## 대한민국
2015년 11월 대한민국 공군은 650억 원에 2백여 발을 수입하기로 계약했다. KGGB 개발 당시, 당초 공군이 요구했던 2000파운드급을 수용하지 않아 500파운드급으로 축소 개발했고 GPS 장치도 적 교란에 무용지물이 될 수 있다는 문제가 발생해 스파이스 유도폭탄을 수입하게 되었다. 그러나 방위사업청은 이러한 내용들을 모두 부인하고, 별도의 소요제기가 있었을 뿐이라고 답변했다.
어떤 이유인지는 모르지만, 한국의 KGGB 키트는 500파운드만 개발되었는데, 이스라엘 스파이스 키트는 500파운드만 없다. 둘다 일반 무유도 범용폭탄의 탄두에 대형 글라이드 날개를 장착한 정밀유도키트를 부착하는 방식이며, 사거리 100 km로 동일하다.

## 같이 보기
- JDAM
- KGGB - 한국산 JDAM